# 河瀬ゆり
河瀬 ゆり（かわせ ゆり、1990年10月29日 - ）は、日本の女優。スターダストプロモーションに所属していた。

## 概要・備考
- 趣味は買い物 で特技はダンス、卓球である。夢は「『ミュージックステーション』でタモリさんと話したい」と音楽番組への出演である。好きなアーティストは安室奈美恵、AIで好きな音楽はR&Bである。

## 出演作品

### ドラマ
- MAGISTER NEGI MAGI 魔法先生ネギま!（佐々木まき絵）

### CM
- レオパレス21

### webラジオ
- TVドラマ魔法先生ネギま!『voice from pRythme』（2008年2月22日 - ） - パーソナリティー
- TVドラマ魔法先生ネギま!『あなたがプロデューサー（仮）』（2008年5月21日 - 2008年6月3日までの配信分）

### CD
- Pink Generation 歌：麻帆良学園3-A生徒31人 OP
- Yes!バカレンジャー!（cw/愛の使者は5つ星!）:歌：まほら戦隊 バカレンジャー（神楽坂明日菜、佐々木まき絵、綾瀬夕映、長瀬楓、古菲）SP:OP/ED
- Move On!（cw/：Pink Generation (あやか・千雨・まき絵 ver.)）:歌：雪広あやか、長谷川千雨、佐々木まき絵
- 31S'LOVE
  - Looooop!!!!! 歌：バカレンジャー（神楽坂明日菜、綾瀬夕映、佐々木まき絵、長瀬楓、古菲）
  - 僕たちのキズナ 歌：佐々木まき絵、和泉亜子、春日美空、明石裕奈、大河内アキラ

歌：pRythme(プリズム)（麻生夏子、河瀬ゆり、椋木えり）
- Pink Generation(pRythme ver.)
- kIzuna
- Move On! (pRythme ver.)
- Get A LIFE
- とおまわり
- 1000%SPARKING!（pRythme ver.）
- 恋ノ唄

### 撮影
- 東京ヘッドフォンガール[1]